# Vattenfall Cyclassics 2009
La 14e édition de la Vattenfall Cyclassics a eu lieu le 16 août 2009. Il s'agit de la douzième épreuve de l'UCI ProTour 2009 et la 20e épreuve du Calendrier mondial UCI 2009.

## Parcours
La Vattenfall Cyclassics est un circuit de 213,7 km à travers la ville allemande de Hambourg et sa campagne. Le parcours de la course est accidenté et vallonné. Les coureurs enchainent les cols et les routes planes. Le circuit a des ressemblances avec les courses ardennaises comme Liège-Bastogne-Liège ou l'Amstel Gold Race.

## Contexte

### UCI ProTour 2009
La Vattenfall Cyclassics est la douzième épreuve de l'UCI ProTour 2009.

### Équipes participantes et leaders
Toutes les équipes ProTour sont présentes. Les équipes continentales invitées sont Skil-Shimano et Vorarlberg-Corratec.

## Récit de la course
La victoire revient à Tyler Farrar à l'issue d'un sprint massif.

## Classement final
|     | Coureur          | Pays       | Équipe            |    | Temps           | Points UCI |
| --- | ---------------- | ---------- | ----------------- | -- | --------------- | ---------- |
| 1.  | Tyler Farrar     | États-Unis | Garmin-Slipstream | en | 5 h 30 min 38 s | 80         |
| 2.  | Matti Breschel   | Danemark   | Saxo Bank         |    | m.t             | 60         |
| 3.  | Gerald Ciolek    | Allemagne  | Milram            |    | m.t             | 50         |
| 4.  | Allan Davis      | Australie  | Quick Step        |    | m.t             | 40         |
| 5.  | Koldo Fernández  | Espagne    | Euskaltel-Euskadi |    | m.t             | 30         |
| 6.  | Davide Viganò    | Italie     | Fuji-Servetto     |    | m.t             | 22         |
| 7.  | Daniele Bennati  | Italie     | Liquigas          |    | m.t             | 14         |
| 8.  | Fabio Sabatini   | Italie     | Liquigas          |    | m.t             | 10         |
| 9.  | Marco Bandiera   | Italie     | Lampre-NGC        |    | m.t             | 6          |
| 10. | Jacopo Guarnieri | Italie     | Liquigas          |    | m.t             | 2          |

## Liste des participants[1]
| Columbia-HTC | Quick Step | Katusha |
| - 01. Mark Renshaw - 02. Edvald Boasson Hagen - 03. Marcus Burghardt - 04. Bernhard Eisel - 05. André Greipel - 06. Kim Kirchen - 07. Thomas Lövkvist - 08. Marcel Sieberg    | - 11. Allan Davis - 12. Tom Boonen - 13. Sylvain Chavanel - 14. Addy Engels - 15. Francesco Reda - 16. Mauro Facci - 17. Marco Velo - 18. Maarten Wynants                                             | - 21. László Bodrogi - 22. Sergueï Ivanov - 23. Alexei Markov - 24. Guennadi Mikhailov - 25. Danilo Napolitano - 26. Ben Swift - 27. Nikolay Trusov - 28. Stijn Vandenbergh           |
| Astana | Saxo Bank | Liquigas |
| - 31. Valeriy Dmitriyev - 32. Maxim Iglinskiy - 33. Roman Kireyev - 34. Berik Kupeshov - 35. Dmitriy Muravyev - 36. Grégory Rast - 37. Michael Schär - 38. Tomas Vaitkus      | - 41. Fabian Cancellara - 42. Domenik Klemme - 43. Frank Høj - 44. Jakob Fuglsang - 45. Marcus Ljungqvist - 46. Matthew Goss - 47. Matti Breschel - 48. Stuart O'Grady                                | - 51. Daniele Bennati - 52. Maciej Bodnar - 53. Murilo Fischer - 54. Jacopo Guarnieri - 55. Daniel Oss - 56. Fabio Sabatini - 57. Brian Vandborg - 58. Frederik Willems               |
| Caisse d'Épargne | Silence-Lotto | Rabobank |
| - 61. Andrey Amador - 62. Mathieu Drujon - 63. Arnaud Coyot - 64. José Iván Gutiérrez - 65. Pablo Lastras - 66. Ángel Madrazo - 67. Luis Pasamontes - 68. José Joaquín Rojas  | - 71. Mario Aerts - 72. Wilfried Cretskens - 73. Philippe Gilbert - 74. Mickaël Delage - 75. Sebastian Lang - 76. Jürgen Roelandts - 77. Gorik Gardeyn - 78. Greg Van Avermaet                        | - 81. Bram de Groot - 82. Grischa Niermann - 83. Graeme Brown - 84. Mathew Hayman - 85. Sebastian Langeveld - 86. Nick Nuyens - 87. Bram Tankink - 88. Maarten Tjallingii             |
| Garmin-Slipstream | Euskaltel-Euskadi | Lampre-NGC |
| - 91. Steven Cozza - 92. Julian Dean - 93. Hans Dekkers - 94. Tyler Farrar - 95. Martijn Maaskant - 96. David Millar - 97. Christopher Sutton - 98. Christian Vande Velde     | - 101. Pablo Urtasun Pérez - 102. Aitor Galdós - 103. Aitor Hernández Gutiérrez - 104. Koldo Fernández - 105. Javier Aramendia - 106. Sergio de Lis - 107. Markel Irizar - 108. Juan José Oroz Uglade | - 111. Francesco Gavazzi - 112. Marco Bandiera - 113. David Loosli - 114. Simon Špilak - 115. Simone Ponzi - 116. Manuele Mori - 117. Vitaliy Buts - 118. Mauro Da Dalto              |
| AG2R La Mondiale | La Française des jeux | Cofidis |
| - 121. Nicolas Roche - 122. Renaud Dion - 123. Alexander Efimkin - 124. Sébastien Hinault - 125. Yuriy Krivtsov - 126. Rene Mandri - 127. Lloyd Mondory - 128. Gatis Smukulis | - 131. Mikaël Cherel - 132. Frédéric Guesdon - 133. Yauheni Hutarovich - 134. Timothy Gudsell - 135. Yoann Offredo - 136. Jérémy Roy - 137. Wesley Sulzberger - 138.                                  | - 141. Guillaume Blot - 142. Romain Villa - 143. Jean-Eudes Demaret - 144. Hervé Duclos-Lassalle - 145. Maryan Hary - 146. Sébastien Portal - 147. Nico Sijmens - 148. Alexandre Usov |
| BBox Bouygues Telecom | Milram | Fuji-Servetto |
| - 151. William Bonnet - 152. Steve Chainel - 153. Damien Gaudin - 154. Yohann Gène - 155. Saïd Haddou - 156. Vincent Jérôme - 157. Alexandre Pichot - 158. Sébastien Turgot   | - 161. Gerald Ciolek - 162. Markus Eichler - 163. Markus Fothen - 164. Johannes Fröhlinger - 165. Christian Knees - 166. Niki Terpstra - 167. Martin Velits - 168. Peter Wrolich                      | - 171. José Alberto Benítez - 172. Ermanno Capelli - 173. Hilton Clarke - 174. Josep Jufré - 175. Davide Viganò - 176. Ángel Gómez - 177. Fabrice Piemontesi - 178. Cameron Wurf      |
| Skil-Shimano | Vorarlberg-Corratec | |
| - 181. Simon Geschke - 182. Robert Wagner - 183. Roy Curvers - 184. Theo Eltink - 185. Koen de Kort - 186. Tom Veelers - 187. Fumiyuki Beppu - 188. Bert De Backer            | - 191. René Haselbacher - 192. Sebastian Siedler - 193. Daniel Musiol - 194. Josef Benetseder - 195. Silvère Ackermann - 196. Harald Morscher - 197. Andreas Dietziker - 198. René Weissinger         | |